# Parapodisma subastris
Parapodisma subastris är en insektsart som beskrevs av Huang, C. 1983. Parapodisma subastris ingår i släktet Parapodisma och familjen gräshoppor. Inga underarter finns listade i Catalogue of Life.